# Золотая прялка
«Золотая прялка» (иногда «Золотое веретено», чеш. Zlatý kolovrat) Op. 109, B. 197 — симфоническая поэма Антонина Дворжака. Написана в январе-апреле 1896 г., примерная продолжительность звучания 27 минут.
Произведение, как и другие три симфонические поэмы Дворжака, написанные около этого времени, основано на стихотворении из книги Карела Яромира Эрбена «Букет народных сказаний», представлявшей собой переложение старочешских фольклорных сюжетов, — эта книга на протяжении многих лет служила для Дворжака источником вдохновения. По сюжету этой довольно пространной (63 пятистишия) баллады король встретил прекрасную девушку и пригласил её во дворец, чтобы она стала его женой, однако по дороге во дворец мачеха и её родная дочь убили девушку, отрезали ей ноги и руки и выкололи глаза, забрав всё это с собой, а останки бросили в лесу; после этого во дворец явилась дочь мачехи и вышла замуж за короля. Однако волшебница, нашедшая останки девушки, выменяла у новоявленной королевы руки, ноги и глаза убитой на золотую прялку и, собрав все части тела воедино, воскресила девушку. Во дворце между тем король услышал песню золотой прялки, в которой рассказывалась эта история, отправился в лес и нашёл там свою возлюбленную живой и невредимой.
«Золотая прялка» была впервые исполнена, вместе с двумя другими симфоническими поэмами — «Водяной» и «Полуденница», — на неофициальном концерте в Пражской консерватории 3 июня 1896 года, дирижировал Антонин Бенневиц. Официальная премьера состоялась 26 октября в Лондоне под управлением Ханса Рихтера. В 1897 году за эти три произведения Дворжак был удостоен премии Чешской академии наук и искусств.
Появление симфонических поэм Дворжака стало для музыкальной критики неожиданностью, поскольку Дворжак воспринимался как приверженец традиционалистского направления с Иоганнесом Брамсом в центре, противостоявшего новой романтической школе с её увлечением программной музыкой. Это недоумение особенно ясно выразил Эдуард Ганслик, написавший после венской премьеры, что красота музыки Дворжака неоспорима, но подпорка литературных сюжетов ей совершенно не нужна. Напротив, Леош Яначек в своей рецензии сосредоточился на музыкальных качествах новых работ Дворжака, не упоминая об их программном характере вовсе. Кроме того, именно в «Золотой прялке» (в отличие от других своих симфонических поэм) Дворжак пошёл по пути буквального соответствия отдельных музыкальных эпизодов конкретным строфам и строкам баллады Эрбена; по мнению ряда критиков, это сделало некоторые музыкальные ходы (особенно повторы) композиционно неоправданными и необъяснимыми, если не помнить текста баллады, — из этого мнения исходил впоследствии Йозеф Сук, переработавший «Золотую прялку» со значительными сокращениями.